# ニシャント (航空機)
ニシャント
ランチャー上のニシャント（2008年10月30日）
- 用途：偵察機、観測機
- 設計者：国防研究開発機構航空開発局
- 製造者：国防研究開発機構航空開発局
- 運用者： インド（インド陸軍）
- 初飛行：1995年
- 生産数：5+
- 運用開始：2011年2月10日
- 運用状況：全機喪失、計画進行中
- ユニットコスト：2,200万インド・ルピー[1]

ニシャント（ヒンディー語: निशान्त、Nishant）は、インドの国防研究開発機構の航空開発局で開発された無人航空機。滑走路を不要とする固定翼の偵察機、観測機として開発された機体である。

## 開発
1995年より、総額9,000万インド・ルピーを投入して開発が行われた。1995年に初飛行したものの開発は遅延し、納入されたのは2011年であった。この間、ロータリーエンジンの開発に用いられ、55hpのエンジンを搭載して2009年3月31日に初飛行している。
2011年2月3日、4機の機体が公試を通過し、2月10日にインド陸軍が受領した。さらに、初期の4機の導入が完了した後に8機を1億6,000万ルピーで調達する調達第2段階が始動、2014年には中央武装警察隊への採用を目指してデモンストレーションも行われた。
しかし、2015年に入ると状況が大きく変化した。4月に2機、11月4日に1機、そして11月19日に最後の1機が墜落し陸軍の保有する全ての機体が失われた。陸軍は計画の中断を通告し、第2段階の進展は不明瞭となった。その後、2015年12月18日にはマノハール・パリカル国防相により派生型のパンチを含む計画が中断されていないことと、2013年11月18日にも墜落が発生し計5機が失われていたことが発表された。さらに2016年には国防研究開発機構により、計画が続行されていると再度発表されている。

## 構造
捜索、偵察、目標の追跡・位置測定、弾着観測等に用いられる機体で、システムは機体と支援車両を組み合わせたものである。
主翼の配置は高翼、機体は後部がツインブーム式となっており、推進は推進式配置のプロペラによって行われる。
降着装置はパラシュートとエアバッグを組み合わせたものである。これと、カタパルトによる離陸を行うことで滑走を行わない運用が構築される。
機体下部にジンバル式のセンサー搭載部を有し、昼間用のビデオカメラとFLIRを搭載する。
発射機を搭載した車両は、油空圧式のカタパルトを用いて42 - 45m/sの射出速度でニシャントを発進させる。これに加えて運用を担当する指揮車、機体との通信を行う通信車の他、輸送車や整備車両などが用いられる。

## 派生型
降着装置を車輪としたパンチ（Panchi、鳥を意味する）が開発され、2014年12月24日に初飛行を遂げている。

## 運用者
- インド陸軍

## 要目
出典: 
諸元
- 乗員: 0
- ペイロード: 45kg
- 全長: 4.43m
- 全高: ?m
- 翼幅: 6.64m
- 最大離陸重量: 375kg
- 動力: 型式不明 、    × 1

性能
- 最大速度: 185km/h
- 巡航速度: 120 - 150km/h
- 失速速度: 110km/h
- 実用上昇限度: 3600m
- *行動半径:160km
- 最長飛行時間:4時間30分